# Frans Jozef in Beieren

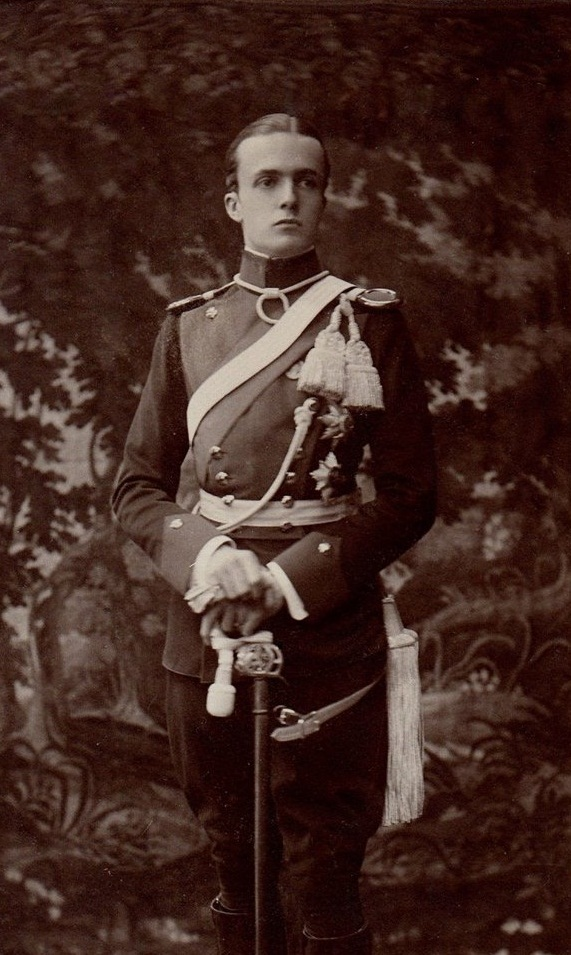
Frans Jozef in Beieren

Frans Jozef Michaël Karel Maria Evaristus Quirinus Ottokar (Slot Tegernsee, 23 maart 1888 - München, 23 september 1912), Hertog in Beieren, was een zoon van hertog Karel Theodoor in Beieren en zijn tweede vrouw Maria José van Bragança. Hij leed aan kinderverlamming, waardoor hij al op 24-jarige leeftijd stierf in München.